# 南台 (川越市)
南台（みなみだい）は、埼玉県川越市の町名。現行行政地名は南台一丁目から三丁目。郵便番号は350-1165。

## 地理
川越市南西部に位置する。東部及び北部で南大塚に接し、南部及び西部を狭山市新狭山に、北西部の国道沿いで大袋新田及びかし野台に接している。南東の狭山市青柳とは新狭山1丁目が南東部の道路沿いに細長く伸びているため接していない。1丁目はハスクバーナ・ゼノア（旧コマツユーティリティ）やMFLPプロロジスパーク川越等の工場・物流拠点を抱える川越狭山工業団地であり、2023年9月現在の居住人口は0である。2・3丁目は西武新宿線南大塚駅周辺の住宅地及び商業地である。川越狭山工業団地に工場を持つ企業等の独身寮及び社宅が多い。また、町域北西端に沿って国道16号が通っている。鉄道の最寄駅は地内の西武新宿線・南大塚駅。

## 歴史
1966年（昭和41年）2月1日 - 町名地番整理の実施に伴い、大字南大塚・大袋・藤倉・山城・増形及び編入した狭山市青柳を併せて南台一丁目〜三丁目が成立した。

## 世帯数と人口
2023年（令和5年）9月1日現在の世帯数と人口は以下の通りである。
| 丁目       | 世帯数    | 人口    |
| ---------- | --------- | ------- |
| 南台一丁目 | 0世帯     | 0人     |
| 南台二丁目 | 1,026世帯 | 1,936人 |
| 南台三丁目 | 1,060世帯 | 2,059人 |
| 計         | 2,086世帯 | 3,995人 |

## 小・中学校の学区
市立小・中学校に通う場合、学区は以下の通りとなる。
| 丁目       | 番地 | 小学校               | 中学校               |
| ---------- | ---- | -------------------- | -------------------- |
| 南台一丁目 | 全域 | 川越市立大東西小学校 | 川越市立大東西中学校 |
| 南台二丁目 | 全域 | 川越市立大東西小学校 | 川越市立大東西中学校 |
| 南台三丁目 | 全域 | 川越市立大東西小学校 | 川越市立大東西中学校 |

## 交通

### 鉄道
- 西武鉄道
  - 西武新宿線 - 南大塚駅

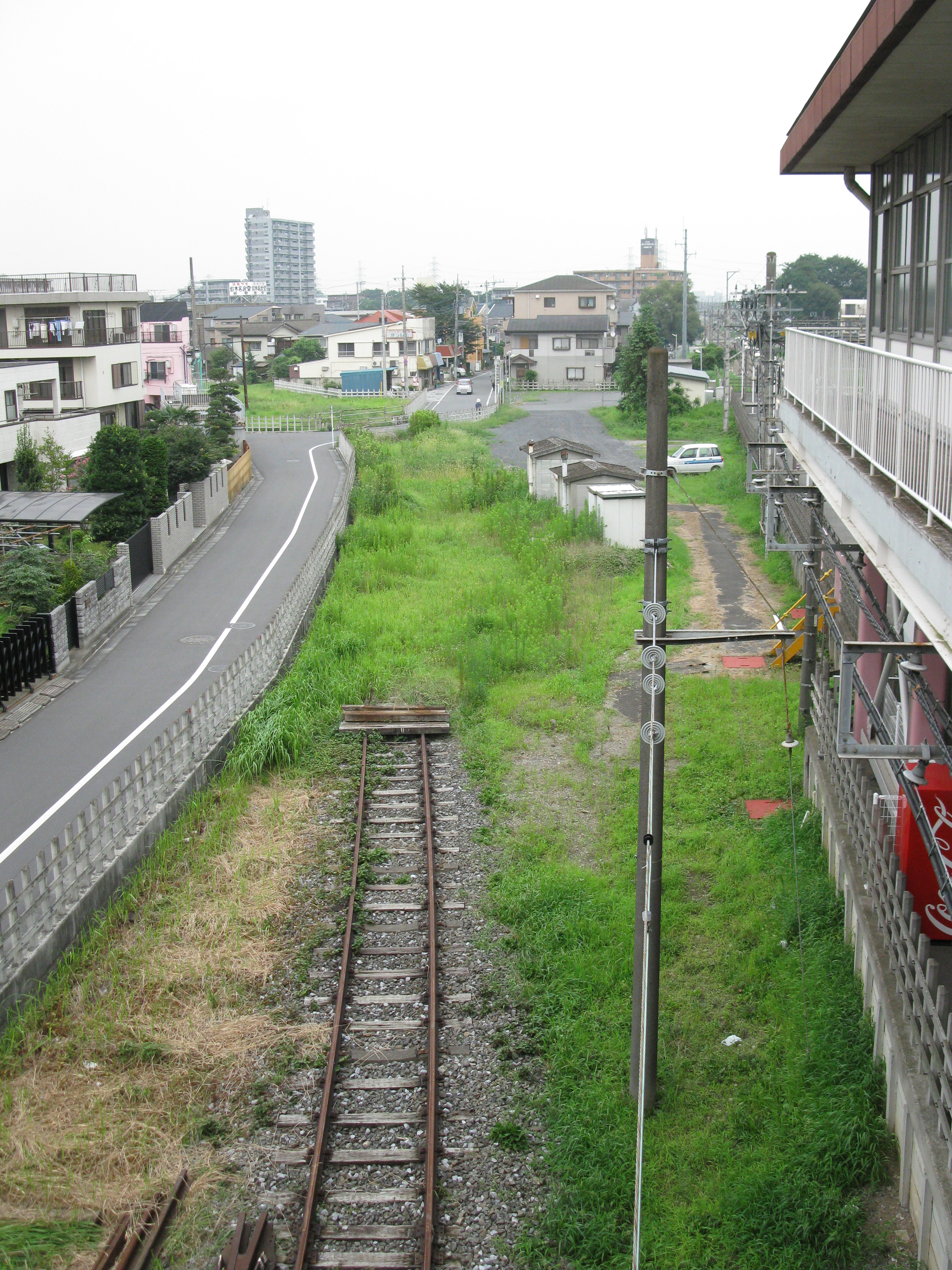
南大塚駅東北部で分断されている安比奈線（南台2丁目）

町域内を西南から東北に西武新宿線が通っている。1963年（昭和38年）までは西武安比奈線（貨物線）が存在した（正式な廃止は2016年（平成29年））。

### バス
- 西武バス
  - 地内に西武バス川越営業所が所在する

### 道路
- 国道16号

## 施設
南大塚駅が町域内にあるため、その駅周辺を中心に数多くの商業施設や民間施設が立地する。
- 川越狭山工業団地
- 西武バス川越営業所
- 川越南大塚駅前郵便局
- 大東南公民館
- 飯能信用金庫南大塚支店
- 慶櫻南台保育園
- ちふれあい保育園
- 南台かすみ公園
- 南台ふじみ公園